# Linia kolejowa Lida – Mosty
Linia kolejowa Lida – Mosty – linia kolejowa na Białorusi łącząca stację Lida ze stacją Mosty.
Znajduje się w obwodzie grodzieńskim, w rejonach lidzkim, szczuczyńskim i mostowskim. Linia na całej długości jest jednotorowa i niezelektryfikowana.

## Historia
Linia początkowo leżała w Imperium Rosyjskim, w latach 1918–1945 w Polsce, następnie w Związku Sowieckim (1945–1991). Od 1991 położona jest na Białorusi.